# 蔡映玉
蔡映玉，香港女性播音員、廣播劇與舞台劇編劇、導演。1980年代後期香港電台廣播劇組出身。1990年代中期離任香港電台職務，出任基督教「路德傳媒中心」的編導、「傳音多媒體」製作總監，現任香港路德會社會服務處「點蟲蟲熱線」製作主任， 活躍至今。

## 人物
- 初初任職製衣廠，工作環境極之流行廣播劇，蔡映玉熱愛廣播劇，一直喜歡模仿聲綫，就錄下自己摸訪的播音聲帶，寫信寄去香港電台自薦，就被邀請入行；
- 1980年代後期，蔡映玉跟翟耀輝、劉昭文、羅嘉玲、曾月娥並為香港電台戲劇組的新進播音員，演出粵語廣播劇；
- 與此同時，在基督教「路德傳媒中心」擔當義工，幫忙相關的播音、舞台工作；
- 1990年代中期，成為「路德傳媒中心」的全職編導，全力投身福音事功；
- 此後仍然有客串演出香港電台的廣播劇；
- 「路德傳媒中心」易名「傳音多媒體」，蔡映玉繼續服務，主力幕後工作如編劇、導演、製作總監。[2]
- 2008年任職於香港路德會點蟲蟲熱線, 負責熱線節目製作、福音話劇、品德教育及學生培訓等。
- 其丈夫是前無線電視配音員張錦江，两人育有一子。

## 舞台劇
| 播出年份 | 作品名稱             | 播演角色 | 備註                                |
| -------- | -------------------- | -------- | ----------------------------------- |
| 1996     | 《從香港到多倫多》   |          | 與陳偉光共同導演 路德傳媒中心主辦   |
| 1999     | 家庭重整之《變心人》 |          | 編劇與導演 傳音多媒體 VCD（2000年） |

## 電台
※粗體表示的角色為作品中的主角或要角

### 廣播劇
| 播出年份 | 作品名稱                     | 播演角色                            | 備註                                                                               |
| -------- | ---------------------------- | ----------------------------------- | ---------------------------------------------------------------------------------- |
| 1987     | 黃昏的童話                   | 小馬太洪淑怡（黃愛媳婦）            | 香港電台「朝朝早劇場」廣播劇【重溫】 （页面存档备份，存于）                        |
| 1987     | 龍鳳配                       | 柳月娥                              | 民間故事廣播劇                                                                     |
| 1988     | 西岸陽光充沛                 | 莊安妮                              | 亦舒小說廣播劇                                                                     |
| 1988     | 少女日記                     | 咪咪                                | 亦舒小說廣播劇                                                                     |
| 1988     | 神探福爾摩之緣盡今宵         | 鍾夫人（第三回） 吧女 Cat（第八回） | 張君默神探系列小說廣播劇【重溫】 （页面存档备份，存于）                            |
| 1988     | 神探福爾摩之觀音             | 汪海蘭                              | 張君默神探系列小說廣播劇                                                           |
| 1988     | 神探福爾摩之趕盡殺絕         | 汪海蘭                              | 張君默神探系列小說廣播劇                                                           |
| 1988     | 第八夜                       | Angie 侍應                          | 西茜鳳小說廣播劇                                                                   |
| 1988     | 水仙                         | Maria                               | 林燕妮小說廣播劇                                                                   |
| 1988     | 紫貝殼                       | 雅嬋 阿三 護士                      | 瓊瑤小說廣播劇                                                                     |
| 1988     | 桂枝慶團圓                   | 李楊氏阿雲                          | 香港電台「民間劇場」廣播劇                                                         |
| 1988     | 中華五千年                   | 述律太后                            | 香港電台歷史廣播劇 第249集：【德光奪位】 （页面存档备份，存于）                    |
| 1988     | 中華五千年                   | 李皇后                              | 香港電台歷史廣播劇 第274集：【宋真宗繼位】 （页面存档备份，存于）                  |
| 1989     | 中華五千年                   | 耶律糾里                            | 香港電台歷史廣播劇 第301集：【乙辛專權】 （页面存档备份，存于）                    |
| 1989     | 中華五千年                   | 梁紅玉                              | 香港電台歷史廣播劇 第325集：【黃天蕩之戰】 （页面存档备份，存于）                  |
| 1989     | 成熟女人                     | 祕書                                | 亦舒小說廣播劇                                                                     |
| 1989     | 有過去的女人                 | Lily                                | 亦舒小說廣播劇                                                                     |
| 1989     | 啞妻                         | 媒婆 二姨太                         | 瓊瑤小說廣播劇                                                                     |
| 1989     | 三朵花                       | 楊蔭表妹 同學                       | 瓊瑤小說廣播劇                                                                     |
| 1989     | 何曾是絕對                   | 李家傑外婆                          | 「悲歡離合」劇場廣播劇                                                             |
| 1989     | 傅家的兒女們                 | 范無霜                              | 香港電台女作家文學劇場 于梨華小說廣播劇                                            |
| 1990     | 阿修羅                       | 簡金卿                              | 亦舒作品109廣播劇 【香港電台經典重溫頻度－－亦舒言情系列 （页面存档备份，存于） 】 |
| 1990     | 情無了                       | 楊小姐 舒自立母                     | 嚴沁小說廣播劇                                                                     |
| 1990     | 簡愛                         | 費法斯太太（Alice Fairfax）         |                                                                                    |
| 1990     | 「溫情遍萬家」之《意亂情迷》 | 編輯林芸                            |                                                                                    |
| 1990     | 中華五千年                   | 老僕豁阿婆婆                        | 香港電台歷史廣播劇 第355集：【鐵木真興起】                                         |
| 約1991   | 樹                           | 姚冀芬                              | 張曉風小說廣播劇                                                                   |
| 1991     | 歸                           | 萬嫂 孫大嫂 陳老師                  | 陳若曦小說廣播劇                                                                   |
| 1991     | 一千零一妙方                 | 唐翠芝                              | 亦舒小說廣播劇                                                                     |
| 1991     | 風蕭蕭                       | 莎菲 阿美 護士                      | 徐訏小說廣播劇                                                                     |
| 1992     | 心扉的信                     | 舅母 侍應 同學                      | 亦舒小說廣播劇                                                                     |
| 約1993   | 晚霞                         |                                     | 編劇                                                                               |
| 約1993   | 水鄉棚情                     |                                     | 編劇 香港電台「實況劇場」廣播劇                                                    |
| 1995     | 少女心                       |                                     | 編劇 陳奕主演廣播劇                                                                |
| 約1995   | 戀愛到未來                   |                                     | 編劇 鄭子誠、張玉珊主演廣播劇                                                      |
| 1999     | 金瓶梅                       | 孟玉樓                              | 香港電台廣播劇頻度【重溫】 （页面存档备份，存于）                                  |
| 2000     | 世紀終結者                   | 宋夫人                              | 嚴沁小說廣播劇【重溫】 （页面存档备份，存于）                                      |

## 外部連結
- 敬拜音樂全攻略Conference課程大綱 （页面存档备份，存于），課程導師蔡映玉簡介 （页面存档备份，存于）